# Fritz Langner

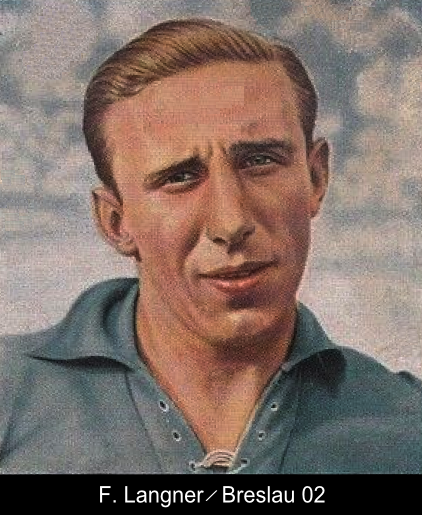
Fritz Langner:
Darstellung auf einem Sammelbild von 1937

Fritz Langner (* 8. August 1912 in Breslau; † 25. Januar 1998) war ein deutscher Fußballspieler und -trainer. Er gewann 1946 mit dem Eckernförder SV die Staffel A der Kieler Bezirksmeisterschaft (damals höchste Spielklasse in Schleswig-Holstein) und wurde 1959 mit Westfalia Herne Meister in der Oberliga West. Langner trainierte in der Bundesliga den FC Schalke 04, Werder Bremen und den TSV 1860 München. Mit dem VfL Osnabrück wurde Langner 1971 Meister der Regionalliga Nord.

## Karriere bis Mitte der 1950er Jahre
Langner spielte in seiner Heimatstadt Breslau bei den Vereinigten Breslauer Sportfreunden (dem zunächst erfolgreichsten der Breslauer Fußballvereine – 1928 südostdeutscher Vizemeister) und setzte sie dann bei der Breslauer SpVgg 02 fort. Mit der Sportvereinigung 02 aus Breslau wurde Langner 1937/38 Vizemeister der Gauliga Schlesien, 1941/42 Meister der Gauliga Niederschlesien (und schied anschließend im Achtelfinale um die deutsche Meisterschaft aus), 1942/43 Vizemeister der Gauliga Niederschlesien sowie im Folgejahr Zweiter der Endrunde um die Niederschlesische Meisterschaft. Der mehrfache Auswahlspieler Schlesiens gewann 1939 mit seiner Mannschaft den Reichsbundpokal.
Nach Ende des Zweiten Weltkrieges flüchtete Langner nach Schleswig-Holstein, wo er zunächst 1945/46 eine Saison lang für den Eckernförder SV spielte. Sowohl Langner als auch Kurt Baluses debütierten in dieser Saison in Eckernförde als Trainer. Die in der Punkterunde 1945/46 errungene Staffelmeisterschaft im Kreis Kiel (höchste Spielklasse), mit der sich der Eckernförder SV eigentlich für die Endrundenteilnahme um die norddeutsche Fußballmeisterschaft qualifiziert hatte, sorgte durch die Entscheidung des damals zuständigen Bezirksverbandes, ein Entscheidungsspiel anzusetzen und den Sieger Holstein Kiel (3:2) statt des Eckernförder SV zu nominieren, für einigen Wirbel. Der Verstoß gegen ein befristetes Spielverbot der britischen Militärregierung veranlasste diese zum Eingreifen. 
Langner wechselte für kurze Zeit als Spieler zum Itzehoer SV, schloss sich aber 1946/47 Concordia Hamburg an und war wesentlich daran beteiligt, dass der Verein die neue Oberliga Nord erreichte. Er absolvierte 1948 den ersten Fußball-Lehrer-Lehrgang unter dem Bundestrainer Sepp Herberger zusammen mit Hennes Weisweiler, Herbert Widmayer, Helmut Schneider, Walter Ochs und Fritz Pliska und spielte währenddessen beim TSV Detmold, kehrte anschließend nach Hamburg zurück und übernahm von 1948 bis 1952 den Trainerposten bei Concordia. Laut der Vereinschronik der TSG Hohenhausen war Langner 1946/47 als Trainer dieses Vereins tätig. Auch als Trainer von Kassel 03 taucht er in der Literatur auf. Trainerstation von 1952 bis 1955 war der Verein SG Düren 99.

## Meister in der Oberliga West 1959
Langner wurde 1955 Trainer von Westfalia Herne und gewann mit dem 12. der Saison 1957/58 die Oberliga-Meisterschaft im Westen. Das war 1958/59. Die Defensive war mit 23 Gegentoren in 30 Ligaspielen ein Garant für diesen Erfolg. Dazu beigetragen hatte auch das Können der Spieler Hans Tilkowski, Alfred Pyka und Helmut Benthaus, die auch in der Nationalmannschaft zum Einsatz kamen. In der Endrunde um die deutsche Meisterschaft setzte sich die Herner-Erfolgsgeschichte nicht fort. In der Runde 1959/60 konnte man den Erfolg durch die Vizemeisterschaft nachträglich bestätigen. Im Sommer 1962 wechselte Langner im Vorfeld der Bundesliga zu Borussia Mönchengladbach.

## Trainerstationen seit 1962
In der letzten Saison der Oberliga West, 1962/63, erreichte er mit Mönchengladbach den 11. Platz; aber er leitete den Umbruch im Team ein. Günter Netzer, vom Lokalrivalen 1. FC Mönchengladbach an den Bökelberg gekommen, wurde zum Stammspieler. Mit Horst-Dieter Höttges, Egon Milder und Rudolf Pöggeler setzten sich weitere Neuzugänge durch. Da auch noch Herbert Laumen zu mehr Spieleinsätzen kommen konnte, hatte die Mannschaft neue Konturen bekommen. 
Ab April 1964 übernahm er die Trainingsleitung bei Schalke 04; sein Nachfolger wurde Hennes Weisweiler. Am Ende der ersten Saison in Schalke stand die Mannschaft auf dem letzten Platz der Tabelle. Durch die Aufstockung der Liga auf 18 Vereine konnte die Klasse erhalten werden. 
In der Saison 1965/66, trotz der Abgänge von Willy Schulz, Reinhard Libuda, Koslowski, Crawatzo und Nowak, erreichte der „Feldwebel“ Langner Zusammenhalt und Harmonie in der Mannschaft und er hielt mit einer  geschwächten Mannschaft die Klasse. Nur der Altinternationale Alfred Pyka und der 20-fache Amateurnationalspieler Gerhard Neuser waren bei den Neuzugängen Spieler mit Namen gewesen. Der Debütant Klaus Fichtel wurde seit dieser Spielzeit zu einem Großen der Bundesliga. Fortschritt trat im dritten Jahr nicht mehr ein, nur der Einstand des Torhütertalentes Norbert Nigbur war als positiv zu verzeichnen.

Im Juni 1967 wurde deshalb Langner entlassen. 
Nach einer kurzen Pause übernahm Langner am 9. September 1967 das Traineramt bei dem Meister von 1965, dem SV Werder Bremen. Nach drei Niederlagen zum Rundenstart hatte man Günter Brocker entlassen und hoffte auf den „harten Zuchtmeister“ Langner. Unter seinem Kommando gelang der Marsch durch die Tabelle. Am Rundenende war Werder Vizemeister und musste sich nur dem neuen Meister 1. FC Nürnberg geschlagen geben.

Langner setzte auf die Abwehr mit Bernard, Piontek, Höttges, Steinmann, Schütz und Lorenz, die Mittelfeldspieler Bjørnmose, Danielsen und Ferner, sowie auf die Konterstürmer Bernd Rupp und Werner Görts. Nach der Saison 1968/69 verabschiedete er sich in Bremen. 
Er wechselte 1969 zum TSV 1860 München, Meister von 1966. Im November 1969 war diese Station für ihn beendet. Am Rundenende stiegen die Münchner in die Regionalliga ab.
Dort hatte Langner im März den Freiburger FC übernommen, mit dem er die Saison als Sechster beendete.
In der Saison 1971/72 trainierte dann (als Nachfolger Langners, siehe oben) Erwin Türk den Regionalliga Nord-Verein VfL Osnabrück und wurde mit dem Meister des Vorjahres Zweiter. Er führte den VfL im Mai und Juni 1972 durch die Aufstiegsrunde zu Bundesliga, wo der Verein abgeschlagener Zweiter hinter dem VfL Bochum wurde.
In der Hinrunde der Saison 1971/72 war Langner in der zweitklassigen Regionalliga Süd noch einmal beim 1. FC Nürnberg tätig, der in dieser Zeit zeitweise Abstiegsangst verspürte und ihn deshalb Anfang Dezember 1971 durch Zlatko "Tschick" Čajkovski ersetzte.
Ende Mai, Anfang Juni 1972 saß er in zwei Spielen in Bremen für den abwesenden Josef Piontek in der Bundesliga auf der Bank.
In der Saison 1972/73 übernahm er den SSV Hagen, der damals in der Verbandsliga Westfalen, der höchsten Klasse im Amateurfußball (3. Ligastufe) spielte.
In der Saison 1973/74 trainierte er die SpVgg Erkenschwick in der Regionalliga West und erreichte den elften Platz, was hinreichend war, um den Verein für die neugeschaffene 2. Bundesliga zu qualifizieren. Nachdem zwischenzeitlich Heinz Murach Trainer war, war Langner ab dem 15. Spieltag der Saison wieder zurück als Trainer in Erkenschwick, wo sich die SpVgg zu diesem Zeitpunkt auf dem 14. Platz der Nordgruppe der 2. Bundesliga befand. Mit ihm beendete sie die Saison als 16., einen Platz über den Abstiegsrängen.
In der Saison 1979/80 wurde er nach einem Interim von Rudi Assauer ab dem 21. Spieltag im Februar 1980 Nachfolger von Wolfgang Weber beim SV Werder Bremen. Der Traditionsverein befand sich zu diesem Zeitpunkt auf Platz 16, einem Abstiegsplatz. Auch Langner konnte das Abstiegsgespenst nicht vertreiben, und Werder wurde schließlich 17.
Insgesamt war Langner Trainer in 187 Bundesligapartien sowie 24 Partien der 2. Bundesliga.

## Aussagen zu Langner
„Fritz war einer der härtesten Trainer, die es gab“, erinnert sich Rudi Assauer in „100 Jahre Schalke“. „Er legte viel Wert auf Laufarbeit und Disziplin. Aber er hatte auch viel Ahnung vom Fußball – und war ein unheimlicher Kumpel-Typ.“ Er war ein Trainer der stets mit eisernem Besen kehrte. „Nie hatte Werder einen Trainer, der so intensiv für den Fußball lebte“. Mit diesen Worten hatte Werder-Urgestein Höttges Trainer Fritz Langner verabschiedet. Beim Kapitel über den VfL Osnabrück, dort war er Trainer in der Runde 1970/71, des Buches über die Aufstiegsrunden zur Bundesliga im Klartext-Verlag in Essen kann folgendes nachgelesen werden:
Die „Peitsche“ kam zur Bremer Brücke. Und niemand anders als Fritz Langner schwang sie. „Ich bin stolz darauf, als Feldwebel zu gelten“, sagte er bei seinem Amtsantritt. Dem Mann, der auf den Spuren des für viele zu weichen Radoslav Momirski folgte, eilte aus allen Fußballwinkeln der Republik der Ruf des „eisernen Fritz“ voraus.

## Stationen als Spieler
- Vereinigte Breslauer Sportfreunde, Breslauer SpVgg 02
- 1939 Sieger mit Schlesien im Reichsbund/Länder-Pokal gegen Bayern
- Eckernförder SV, Itzehoer SV, Concordia Hamburg (1946/47), TSV Detmold (?)

## Trainerstationen
- Eckernförder SV, 1945/46 zeitweise Spielertrainer
- Concordia Hamburg, 1948–März 1952
- SG Düren 99, 1952–1955
- Westfalia Herne, 1955–1962
- Borussia Mönchengladbach, 1962–1964
- FC Schalke 04, 1964–1967
- Werder Bremen, 1967–1969
- TSV 1860 München, 1. Juli 1969 – 12. November 1969
- Freiburger FC, 15. März – 30. Juni 1970
- VfL Osnabrück, 1970/71, Meister in der Regionalliga Nord
- 1. FC Nürnberg, 2. August 1971 – 5. Dezember 1971
- Werder Bremen, 8. Mai – 30. Juni 1972
- SSV Hagen, 1972–1973
- SpVgg Erkenschwick, 21. Oktober 1973 – 30. Juni 1974; 11/1974–6/1975
- Werder Bremen, 20. Februar – 30. Juni 1980